# Branford Marsalis
Branford Marsalis (* 26. srpna, 1960) je americký jazzový saxofonista, skladatel a leader Branford Marsalis Quartetu. Je vyhledávaným spoluhráčem a vystupuje také s orchestry zaměřenými na klasickou hudbu.

## Životopis
Marsalis se narodil v městečku Breaux Bridge ve státě Louisiana, jeho bratři Jason Marsalis, Wynton Marsalis, a Delfeayo Marsalis jsou také jazzoví hudebníci.
Branford poprvé koncertoval v Evropě během svého studia na Berklee. Bylo to v létě 1980 s bigbandem, který vedl bubeník Art Blakey. Hrál tu tehdy na barytonsaxofon. Pár následujících let pak hrál ve velkých kapelách vedených Lionelem Hamptonem a Clarkem Terrym. Na konci roku 1981 už hraje společně se svým bratrem Wyntonem ve slavných Art Blakey’s Jazz Messengers. Tady už přesedlal na altsaxofon. Se svým bratrem pak také koncertoval na japonském turné Herbieho Hancocka. Následovalo hraní v kvintetu, který vedl jeho bratr Wynton. Tady už Branford většinou hraje na sopránsaxofon a tenor saxofon. S Wyntonem spolupracoval až do roku 1985. V této době také vyšla jeho první deska Scenes in the City. Branford v té době také hrál jako host s ostatními hudebníky včetně Milese Davise a Dizzy Gillespieho.
Jeho druhá deska, Buckshot LeFonque, vyšla až v roce 1997. Od této doby se Branford zaměřuje hlavně na svůj vlastní kvartet, hraní klasiky a vyučování. Kvartet tvoří už od roku 1989 bubeník Jeff "Tain" Watts, kontrabasista Eric Revis a pianista Joey Calderazzo. Jako The Branford Marsalis Quartet hodně koncertovali a nahráli společně řadu alb. Jedno z nich, Contemporary Jazz, získalo v roce 2001 cenu Grammy. V roce 2009 bubeníka nahradil mladý talentovaný Justin Faulkner.
Více než dvě dekády pracoval také jako konzultant pro label Columbia Records, mezi lety 1997–2001 i jako producent. V roce 2002 si ale založil svůj vlastní label Marsalis Music. Pod tímto labelem pak kromě Marsalisova kvartetu vydávali Harry Connick, Jr., nová jména jako Miguel Zenón a Doug Wamble a veteráni jako Alvin Batiste, Michael Carvin, Jimmy Cobb a Bob French. Marsalis stojí za hudební produkcí většiny desek, které pod jeho značkou vyjdou.